# Friedreich-ataxia
A Friedreich-ataxia a leggyakoribb genetikai eredetű öröklődő ataxia, mely általában felnőttkorban jelenik meg, és teljes leépüléshez, végül 20-30 éven belül halálhoz vezet.
Nevét Nikolaus Friedreich német orvosról kapta, aki először írta le ezt a rendellenességet 1863-ban.

## Előfordulása
50 000 születésből 1.

## Ok
- Az FXN gén mutációja a 9-es kromoszóma q13 lokuszán. A mutáció a GAA nukleotidok ismétlődésében rejlik. Normál állapotban a GAA kevesebb mint 30-szor ismétlődik, míg patológiás állapotban 60-szor, vagy akár 1000-szer is.
- A mitokondriális vas-anyagcsere során szerepet játszó frataxin koncentráció csökkenését eredményezi a mutáció. Az idegek és az izmok membránjai is érintettek.

## Leírás

### Neurológiai tünetek
- Egyensúlyzavar, mozgáskoordinációs nehézségek, beszédképesség csökkenése és a reflexek visszaszorulása jellemzik. Hallásvesztés is bekövetkezhet.

### Csont- és porcrendszer tünetei
- A lábboltozat elváltozásai és jelentős gerincferdülés (scoliosis).
- Az első tünetek megjelenése után átlagosan 5 évvel a beteg tolószékbe kényszerül.

### Szervi tünetek
- 4-5 évvel a neurológiai tünetek után szívizomzavarok, melyek az esetek többségében a halálért is felelősek.
- 5-ből 1 esetben diabetes (cukorbetegség).

## Kezelés
A koenzim-Q10 vagy annak idébénon nevű származéka hatással van a szívpanaszokra, de a neurológiai tünetekre szinte hatástalan.

## Öröklődés
- Autoszomális recesszív öröklődés

## Prenatális diagnosztika
- Azon szülőnél, akiknél fennáll a beteg gyermek születésének kockázata, ajánlott.